# Nekroptóza

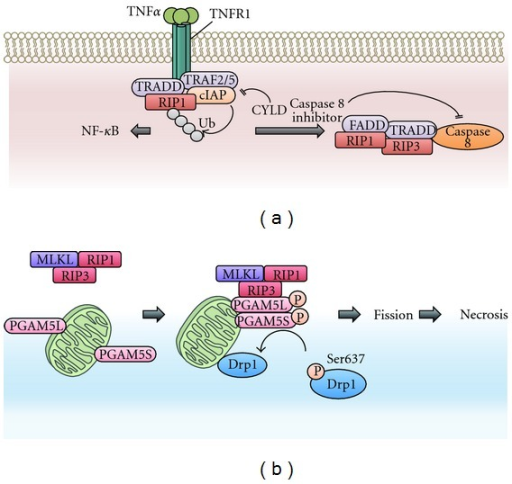
Schéma popisující průběh nekroptózy

Nekroptóza je typ buněčné smrti nezávislé na kaspázách. Buněčná smrt jako taková je přirozený jev, jehož výsledkem je nevratné ukončení funkcí buňky, jako jsou růst, dělení a metabolická homeostáza. Nekroptóza se řadí mezi geneticky regulované typy buněčné smrti, která zároveň vykazuje znaky buněčné smrti nekrotické. Nekroptóza hraje důležitou roli v některých lidských onemocněních.

## Zařazení nekroptózy
Buněčné typy smrtí se historicky dělí do dvou kategorií, a to na ty, které jsou regulovány geneticky a na ty, ke kterým dochází vlivem okolností a nejsou řízeny geneticky. Do první kategorie spadá apoptóza, do druhé kategorie řadíme nekrózu. Při apoptóze dochází k aktivaci cysteinových proteáz a endonukleáz bez porušení integrity plazmatické membrány buňky. Pro apoptózu je typické zmenšení objemu cytosolu, kondenzace chromatinu a fragmentace DNA. Naproti tomu nekróza je charakteristická ztrátou energického náboje, zvětšením objemu buňky a poškozením plazmatické membrány, což vede k vylití obsahu buňky do extracelulárního prostoru, jež může vést ke vzniku lokálního zánětu a poškození okolních tkání.
Nicméně se časem ukázalo, že toto rozdělení není dostačující, protože byly objeveny typy buněčných smrtí vykazující jak znaky apoptózy, tak zároveň i znaky nekrózy. Nekroptózu spolu s dalšími typy buněčných smrtí jako například parthanatos, feroptózu a pyroptózu řadíme do kategorie buněčných smrtí zahrnujících i apoptózu zvanou regulované buněčné smrti.

## Znaky nekroptózy
Nekroptóza vykazuje některé znaky jako nekróza. Dochází například ke zvětšení objemu organel, prasknutí plazmatické membrány, lýze buňky a vylití obsahu buňky do extracelulárního prostoru a uvolnění DAPMs, což může vést k rozvoji zánětu. Nekroptóza je stejně jako nekróza typem buněčné smrti, který podporuje rozvoj zánětu. Právě vylitím obsahu buňka může aktivovat makrofágy.

## Indukce a regulace nekroptózy
Nekroptóza může být indukována řadou signálů, jako například ligandy smrti, což jsou FAS, TNF receptor 1, receptor pro IFN, Toll-like receptory (TLR) a intracelulárními molekulami schopnými vázat RNA a DNA.
Nekroptóza je pozitivně regulována například protein kinázou interagující s receptorem 1 a 3 (receptor-interacting protein kinese, RIPK1 a RIPK3) a kinázou ze smíšené linie s doménou podobnou pseudokinázám (mixed-lineage kinase domain-like pseudokinase, MLKL), které spolu vytvářejí nekrozóm. Nejprve dochází k uvolnění ubikvitinu z RIPK1 pomocí cylindromatózního proteinu (CYLD). Poté RIPK1 interaguje s RIPK3. RIPK3 poté fosforyluje MLKL, který po fosforylaci oligomerizuje. Oligomerizace MLKL vede k prasknutí plazmatické membrány, lýze buňky a uvolnění DAMPs do extracelulárního prostoru. Je to způsobeno tím, že MLKL po fosforylaci změní svou konformaci a odhalí se aminokyselinová doména, která vytvoří v plazmatické membráně pór tím, že interaguje s negativně nabitými fosfolipidy. Právě toto vytvoření póru v plazmatické membráně vede k lýzi buňky. Negativně je nekroptóza regulována kaspázou 8.
O tom, zda proběhne apoptóza nebo nekroptóza, rozhoduje přítomnost kaspázy 8 a inhibitorů apoptózy. Například protein cIAPs má vliv na ubikvitinylaci RIPK1 a jeho degradaci a kaspáza 8 zprostředkovává proteolytické štěpení RIPK1 s RIPK3. Nedostatek kaspázy 8 a cIAP podporuje proces nekroptózy tím, že nedochází k proteolytickému štěpení RIPK1 a RIPK3 a navázání ubikvitinu na RIPK1.

## Nekroptóza a onemocnění
Nedávné studie provedené na zvířecích modelech prokázaly, že hlavními hráči účastnící se šíření poranění jsou RIPK3 a MLKL. Dále se dají využít jako markery závažnosti onemocnění a toho, že se onemocnění zhoršuje. Roli hraje především v těch onemocněních, jejichž patogeneze je založena na zánětlivých procesech. Příkladem může být ateroskleróza, ischemie myokardu, sepse, zánětlivé onemocnění střev a neurodegenerativní onemocnění. Například molekuly spojené se vznikem aterosklerózy stimulují expresi genů pro RIPK3 a MLKL, čímž podporují proces nekroptózy. Dále k nekroptóze dochází při akutních a chronických plicních onemocněních, onemocněních ledvin, jater a srdce, při rakovině a mrtvici. Hraje roli také v autoimunitních chorobách a může přispět k patogenezi dědičných onemocnění, jako například Duchennovy svalové dystrofie. Na druhou stranu je nekroptóza využívána přirozenou složkou imunitního systému při infekčních onemocněních k rychlejší eliminaci buněk infikovaných patogeny.